# Neoplan Starliner
Neoplan Starliner – autokar turystyczny produkowany przez niemiecką firmę Neoplan Bus GmbH od 1996 do 2015 roku w Plauen w Niemczech. Był to najbardziej komfortowy model w ofercie producenta. Łącznie wyprodukowano dwie generacje modelu.

## I generacja (1996-2005)
W 1996 roku Neoplan wprowadził na rynek nowy model pod nazwą Neoplan Starliner oznaczony symbolem Neoplan N516. Był to autokar turystyczny wysokiej klasy mający odznaczać się wysokim standardem wyposażenia oraz nowoczesną linią nadwozia. Wprowadzona został charakterystyczny dla modelu podział przedniej szyby w poziomie, przy czym górna część została mocno pochylona nadając autokarowi atletyczny, a zarazem nowoczesny design. W pojeździe zastosowano panoramiczne boczne szyby zachodzące płynnie na linię dachu, co znane było już z innych modeli Neoplana. Słupki szyb bocznych są pochylone do przodu. W przedniej części pojazdu z szyb utworzono charakterystyczny dla generacji trójkąt. Design Starlinera wywołał duże poruszenie na rynku autokarów. Neoplan Starliner został wyróżniony wieloma nagrodami, m.in. uzyskał tytuł Coach of the Year 2000. 
Neoplan Starliner I generacji początkowo dostępny był w dwóch długościach – 12 i 13,7 m. W 2002 roku zaprezentowano model Skyliner C o długości 12,84 m.

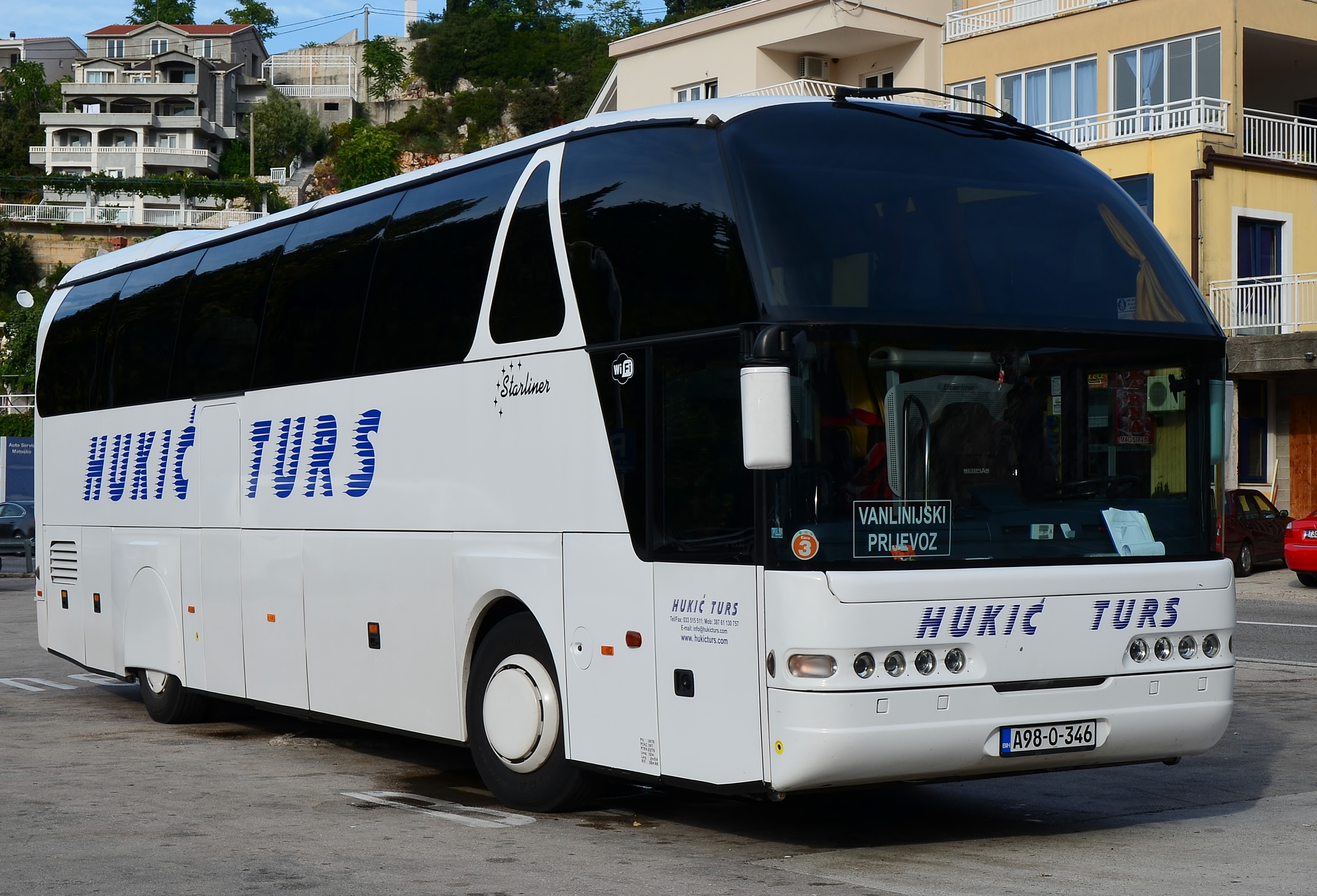
Neoplan N516 SHD I generacji

|                     | N 516 SHD | N 516/3          | N 516/3 SHDL     | N 516 SHDH | N 516/3 SHDH     | N 516/3 SHDHL    | N 516 SHDHC |
| ------------------- | --------- | ---------------- | ---------------- | ---------- | ---------------- | ---------------- | ----------- |
| Długość             | 12.000mm  | 12.000mm         | 13.700mm         | 12.000mm   | 12.000mm         | 13.700mm         | 12.840mm    |
| Szerokość           | 2.540mm   | 2.540mm          | 2.540mm          | 2.540mm    | 2.540mm          | 2.540mm          | 2.540mm     |
| Wysokość            | 3.715mm   | 3.715mm          | 3.715mm          | 3.855mm    | 3.855mm          | 3.855mm          | 3.855mm     |
| Rozstaw osi         | 5.950mm   | 5.450mm/ 1.350mm | 6.350mm/ 1.350mm | 5.800mm    | 5.450mm/ 1.350mm | 6.350mm/ 1.350mm | 6.290mm     |
| Średnica zawracania | 21.450mm  | 21.450mm         | 22.400mm         | 21.100mm   | 21.100mm         | 22.400mm         | 21.100mm    |

## II generacja (2004-2015)
W 2004 roku na targach IAA w Hanowerze zaprezentowano II generację modelu Neoplan Starliner składającą się z dwóch wersji: 13-metrowej (Starliner C) i 14-metrowej (Starliner L). Nową serię oznaczono dopiskiem VIP-line. Autokar otrzymał bardziej atletyczny wygląd, wprowadzono charakterystyczną imitację szyby bocznej zachodzącą aż na luki bagażowe. Nowoczesna linia autokaru spotkała się z wieloma kontrowersjami. Pomimo to, Neoplan Starliner II generacji uzyskał tytuł Coach of the Year 2006, a także został wyróżniony nagrodą Red Dot Design Award. Na bazie autokaru stworzono wiele wersji na indywidualne zamówienie klienta pod marką Neoplan Individual. Produkcja modelu zakończyła się w 2015 roku po zamknięciu fabryki Neoplan w Plauen i przeniesieniu produkcji autokarów Neoplan do Turcji.
|                     | N 516 SHDC        | N 516 SHDL        |
| ------------------- | ----------------- | ----------------- |
| Długość             | 12.990 mm         | 13.990mm          |
| Szerokość           | 2.550mm           | 2.550mm           |
| Wysokość            | 3.970mm           | 3.970mm           |
| Rozstaw osi         | 6.200mm i 1.470mm | 6.550mm i 1.470mm |
| Średnica zawracania | 21.494mm          | 22.354mm          |

## Przypisy

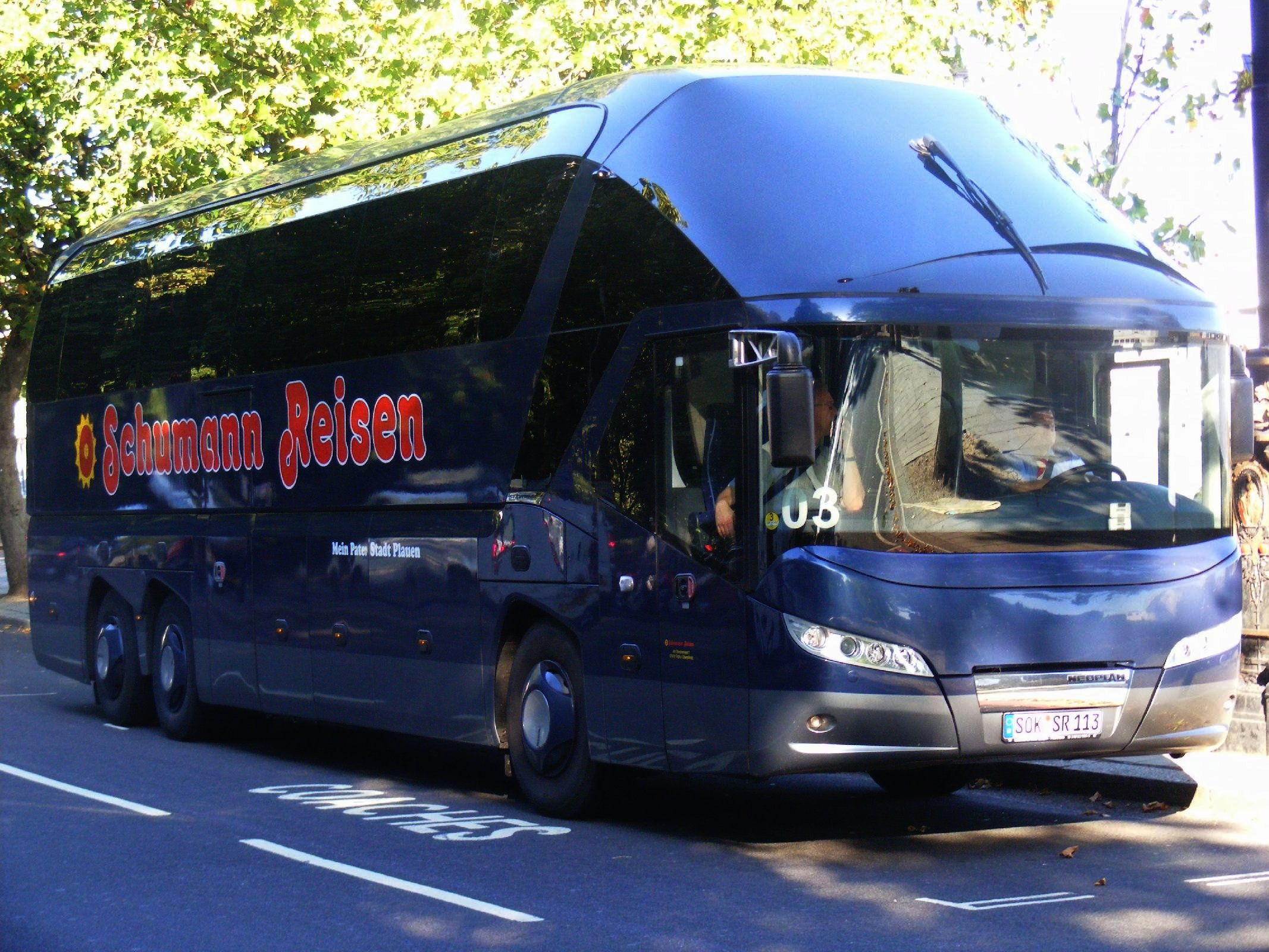
Neoplan N516 SHDC II generacji